# Routledge
Routledge es una empresa editorial británica que ha operado a lo largo de su historia bajo una larga sucesión de nombres empresariales y que últimamente actúa fundamentalmente en el campo de la edición académica. Sus orígenes se pueden rastrear hasta el librero londinense del siglo XIX George Routledge. El célebre editor inglés Fredric Warburg fue editor comisionado por Routledge a principios del siglo XX.

## Historia
Como nombre en el mundo editorial los orígenes de Routledge se remontan a 1836 en Camden, cuando George Routledge (1812–1888) imprimió junto a W. H. Warne su primer libro publicado bajo licencia contractual. Más tarde, en 1851, fundó una editorial en asociación con su cuñado Frederick Warne, que empezó a actuar con el nombre George Routledge & Co., transformándose en Routledge, Warne & Routledge en 1858, y en George Routledge and Sons cuando Warne la dejó.
Durante el resto del siglo la compañía creció y expandió su catálogo de ficción popular ilustrada, libros de viajes y obras de referencia, pasando por la incorporación de varios socios y cambios de nombre por su causa. Sin embargo, en 1902 la empresa se encontraba al borde de la quiebra. Se llevó a cabo un exitoso proceso de reestructuración empresarial y refinanciación que le permitió recuperarse y empezar a adquirir y fusionarse con otras editoriales: adquirió J. C. Nimmo, Ltd. en 1903. En 1912 una fusión con Kegan Paul, Trench, Trübner & Co. creó Routledge and Kegan Paul, Ltd., una de las mayores editoriales londinenses de la época. Estas edquisiciones y fusiones de principios del siglo XX trajeron notables catálogos de publicaciones de investigación, y desde la fusión con Kegan Paul, la empresa se fue concentrando e implicando cada vez más en el mundo de la edición académica y de investigación. Pronto fue especialmente conocida por sus títulos en el campo de las ciencias sociales.
En 1985 Routledge & Kegan Paul se fusionó con Associated Book Publishers (ABP), y la empresa resultante fue adquirida poco después (1987) por International Thomson. Bajo la propiedad de Thomson, el nombre y las operaciones de Routledge se mantuvieron; lo que permitió que en 1996 un management buyout financiado por Cinven, una empresa europea de private equity, llevara a Routledge a operar como firma independiente de nuevo. Dos años más tarde, en 1998 los directores de Cinven y Routledge aceptaron un trato para la adquisición de Routledge por el grupo Taylor & Francis (T&F), que retuvo el nombre de Routledge como sello editorial y subdivisión. En 2004 T&F se convirtió en una división de Informa tras una fusión; Routledge continuó como rama y sello editorial bajo la división de T&F, dedicándose en la mayoría de sus títulos a los campos académicos de las humanidades y las ciencias sociales, a menudo con un enfoque y temática académicamente heterodoxos, pero de gran éxito.

## Enciclopedias
Taylor & Francis cerró la división enciclopédica de Routledge en 2006. Algunas de sus publicaciones fueron:
- la Encyclopedia of Paleontology (1987), de Ronald Singer;
- la Routledge Encyclopedia of Philosophy (1998), de Edward Craig, en diez volúmenes, y actualmente online;
- la Encyclopedia of Ethics (2002), de Lawrence C. Becker y Charlotte B. Becker, en tres volúmenes; y
- la Routledge Encyclopedia of International Political Economy.

## Revistas
Desde 2005 se publican bajo el sello de Routledge todas las revistas del grupo Taylor & Francis, por lo que su catálogo abarca, literalmente, cientos de publicaciones periódicas diferentes, revisadas por pares y en todos los campos del saber. Todas estas revistas se publican también online, bajo suscripción.